# Bogue (Kansas)
Bogue es una ciudad ubicada en el condado de Graham en el estado estadounidense de Kansas. En el año 2010 tenía una población de 143 habitantes y una densidad poblacional de 46,43 personas por km².

## Geografía
Bogue se encuentra ubicada en las coordenadas 39°21′35″N 99°41′18″O / 39.359648, -99.688282 (39.359648, -99.688282).

## Demografía
Según la Oficina del Censo en 2000 los ingresos medios por hogar en la localidad eran de $26,458 y los ingresos medios por familia eran $33,750. Los hombres tenían unos ingresos medios de $31,250 frente a los $15,000 para las mujeres. La renta per cápita para la localidad era de $14,403. Alrededor del 10.3% de la población estaban por debajo del umbral de pobreza.